# Глава Співдружності націй
Голова Співдружності (англ. Head of the Commonwealth) — провідна особа та «символ вільної асоціації незалежних націй-членів» Співдружності Націй  — міждержавної організації, що включає 54 суверенні держави. Немає встановленого терміну повноважень або обмеження терміну Глави Співдружності.
Зараз титул носить син Єлизавети II, король Карл III. Титул був розроблений в Лондонській декларації як результат обговорення прем'єр-міністрами країн-членів Співдружності на конференції в 1949 році. З 1953 року титул став частиною загального титулу монарха в кожному з королівств Співдружності.

## Титул мовами Співдружності націй
- афр. Hoof van die Statebond
- кит.: 共和联邦元首
- фр. Chef du Commonwealth
- грец. Αρχηγός της Κοινοπολιτείας
- гінді राष्ट्रमंडल के प्रमुख
- лат. Consortionis Populorum Princeps
- малай. Ketua Komanwel
- мальт. Kap tal-Commonwealth
- маор. Upoko o Nga Herenga ki Ingarangi
- порт. Chefe da Commonwealth

## Список
| Ім’я                              | Портрет | Герб | Роки правління                    | Примітки |
| --------------------------------- | ------- | ---- | --------------------------------- | --- |
| Георг VI (англ. George VI)        |         |      | 1949-1952                         | Син Георга V, імператор Індії (до 1947 р.), король Королівств Співдружності та колоній. |
| Єлизавета II (англ. Elizabeth II) |         |      | 6 лютого 1952— 8 вересня 2022     | Дочка Георга VI, голова Співдружності націй, королева Австралії, Канади, Нової Зеландії, Антигуа і Барбуди, Багамських Островів, Барбадосу, Белізу, Гренади, Папуа Нової Гвінеї, Сент-Вінсент і Гренадин, Сент-Кіттс і Невісу, Сент-Люсії, Соломонових Островів, Тувалу і Ямайки. |
| Карл III (англ. Charles III)      |         |      | 8 вересня 2022— по теперішній час | Син Єлизавети II, голова Співдружності націй, король Австралії, Канади, Нової Зеландії, Антигуа і Барбуди, Багамських Островів, Барбадосу, Белізу, Гренади, Папуа Нової Гвінеї, Сент-Вінсент і Гренадин, Сент-Кіттс і Невісу, Сент-Люсії, Соломонових Островів, Тувалу і Ямайки.  |